# Îles des Quatre-Montagnes
Les îles des Quatre-Montagnes sont un groupe d'îles de l'archipel des Aléoutiennes dans le sud-ouest de l'Alaska (États-Unis).
L'archipel comporte, d'ouest en est, les îles suivantes :
- Amukta
- Chagulak
- Yunaska
- Herbert
- Carlisle
- Chuginadak
- Uliaga
- Kagamil

Ces îles se situent entre les îles Andreanof à l'ouest et les îles Fox à l'est. L'archipel d'une superficie totale de 545,596 km2 est inhabité. Les deux plus grandes îles sont Yunaska et Chuginadak.
Le nom est traduit du russe Четырехсопочные Острова (Ostrova Chetyre Soposhnye), signifiant les "îles des quatre volcans", qui lui fut donné lors des premières explorations russes à cause des quatre volcans proéminents.

## Galerie

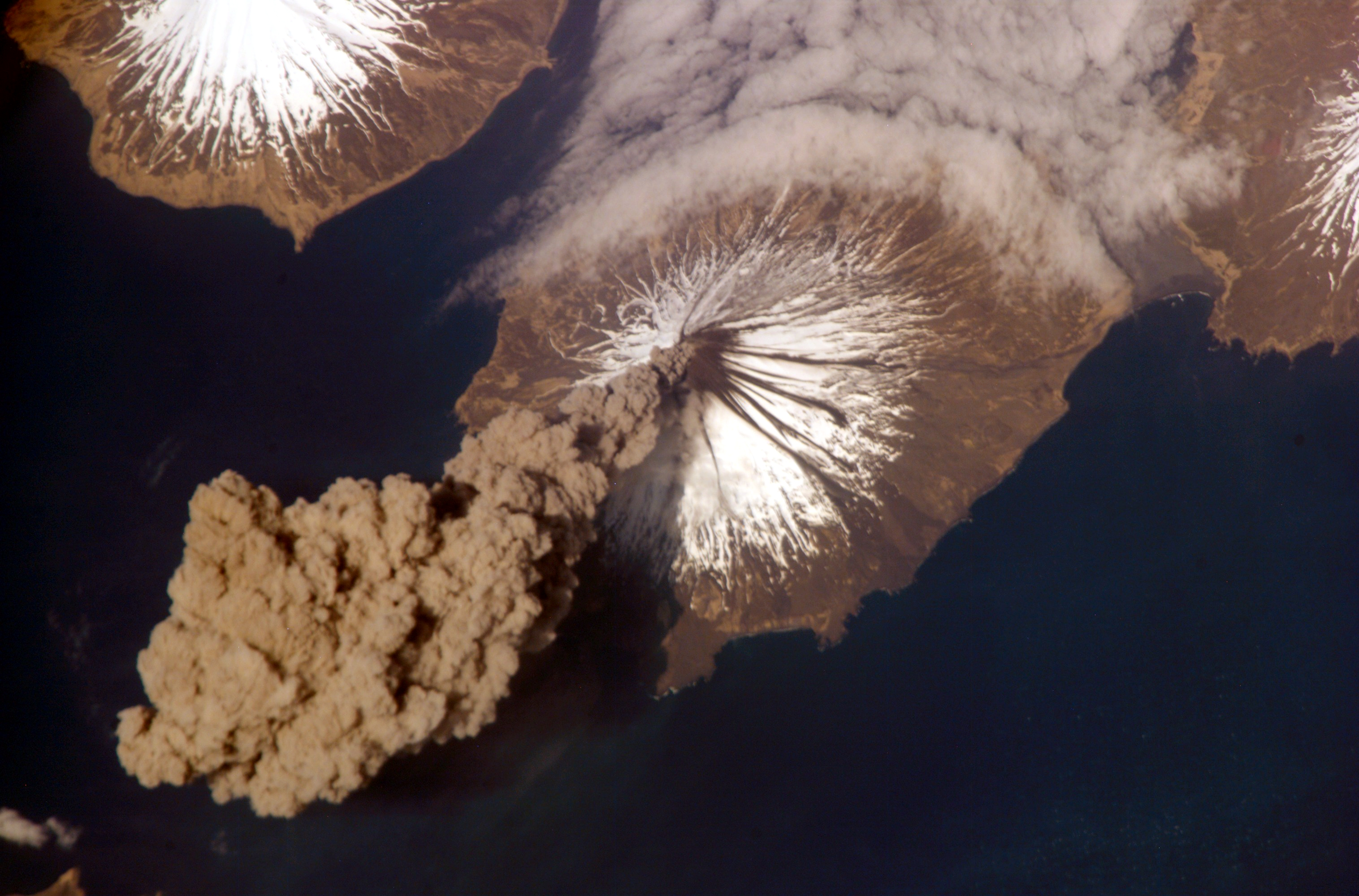
Mont Cleveland, sur l'île Chuginadak, en éruption en mai 2006.
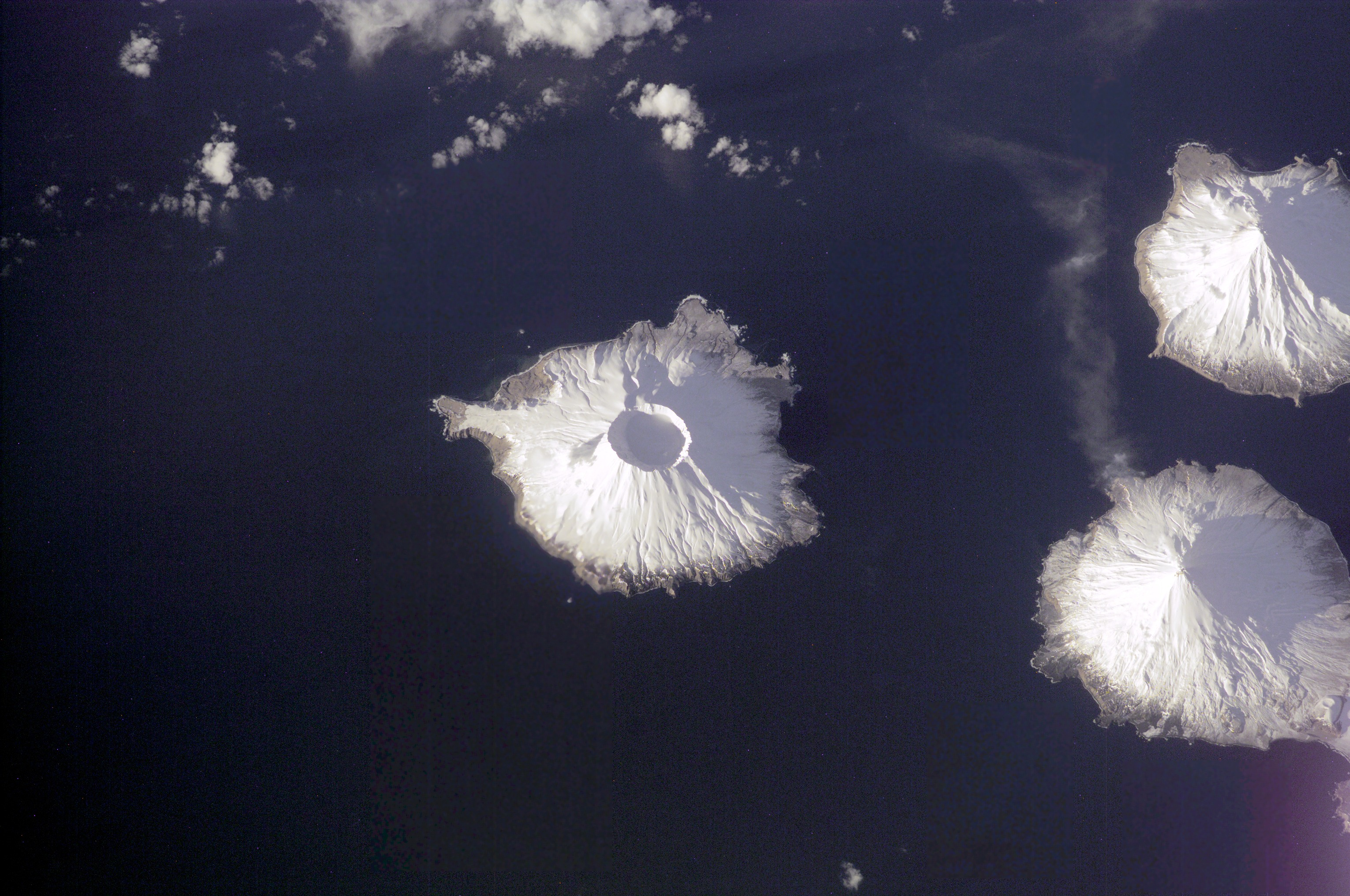
L'île Herbert, à gauche, en janvier 2001.